# Тилман (окръг, Оклахома)
Окръг Тилман (на английски: Tillman County) е окръг в щата Оклахома, Съединени американски щати. Площта му е 2277 km², а населението – 9287 души (2000). Административен център е град Фредерик.